# Lange Anna

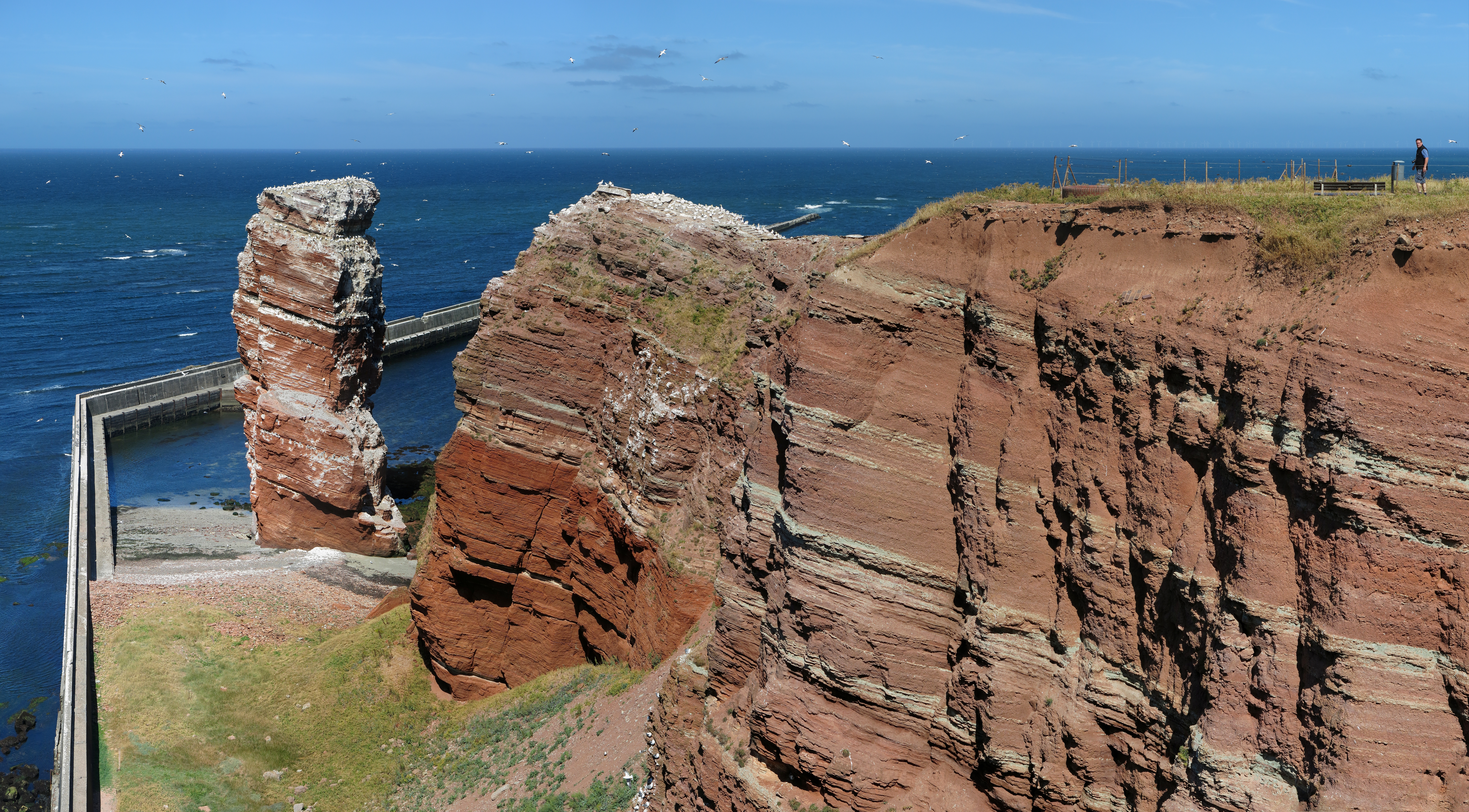
Blick vom Klippenrandweg zur Langen Anna (2018)

Die Lange Anna (Helgoländer Friesisch: Nathuurnstak) ist ein 47 Meter hoher Brandungspfeiler im äußersten Nordwesten der deutschen Nordseeinsel Helgoland. Er ist etwa 25.000 Tonnen schwer, aus rotem Buntsandstein und hat eine Grundfläche von 180 m². Weniger prominent ist die mit dem Oberland von Helgoland verbundene Kleine Anna (auch Kurze Anna) rund 50 Meter weiter östlich, die sich erst am 31. Januar 1976 durch den Abbruch eines großen Felsstückes bildete.
Die Lange Anna ist beliebtes Ausflugsziel für Touristen und ein Wahrzeichen für Helgoland. Der Felsen ist zwar nicht frei zugänglich, kann aber gut von oben vom benachbarten Klippenende des Oberlandes aus betrachtet werden. Am Felsen brüten mehrere Seevogel-Arten, vor allem Trottellumme, Dreizehenmöwe und Basstölpel.
Das Klettern an der Langen Anna ist verboten. Der brüchige Fels birgt eine hohe Absturzgefahr und soll auch selbst keinen unnötigen Schaden nehmen. Beklettert wird der Felsen nur wenn notwendig, etwa für Sicherheitsarbeiten. Dennoch inszenierte eine Gruppe von Touristen im Oktober 1965 eine „Erstbesteigung“, die auf der Insel als Wichtigtuerei aufgenommen wurde.

## Geschichte

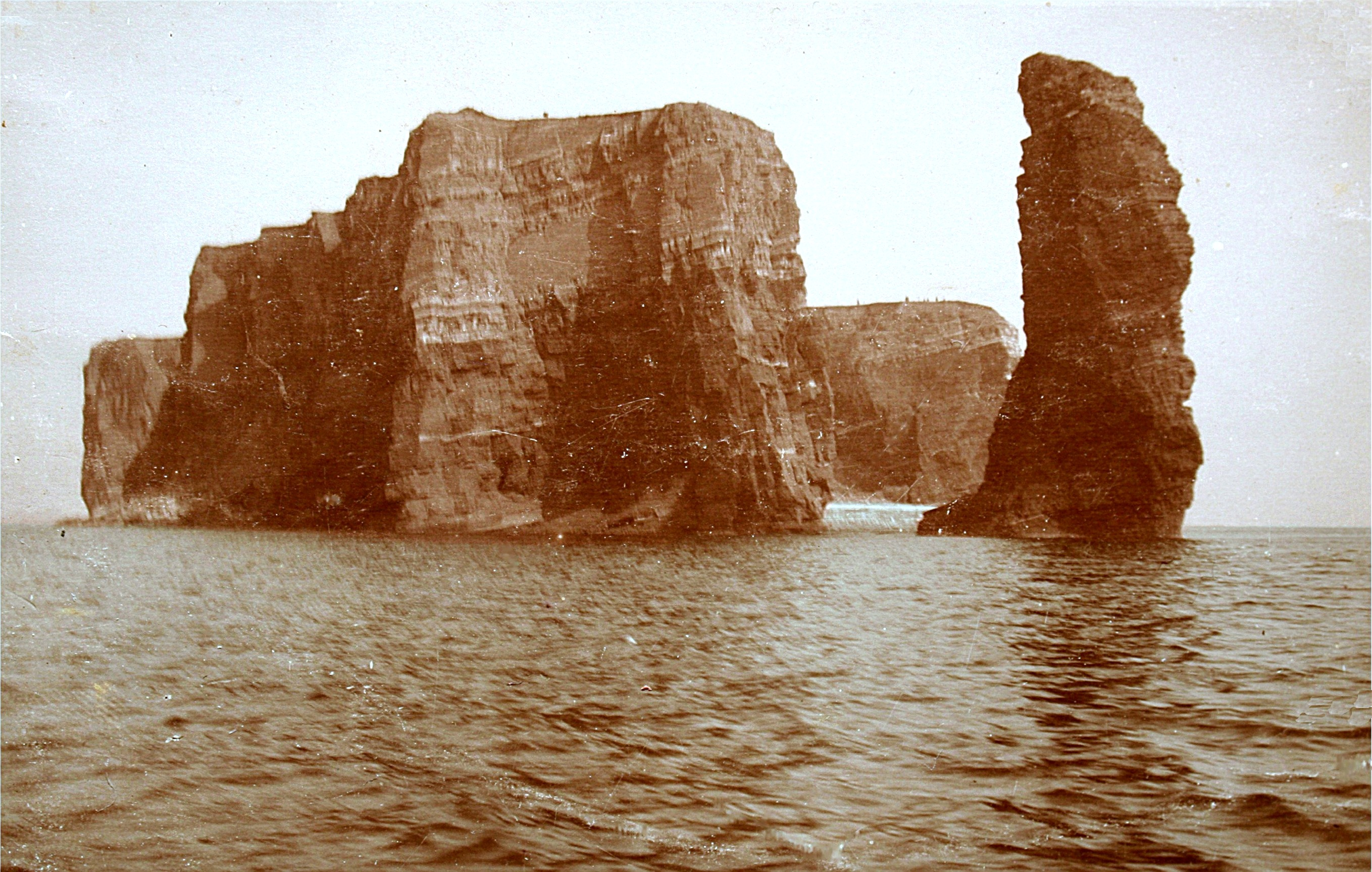
Seeseitiger Blick auf die Lange Anna (um 1929–30), noch ohne Kleine Anna

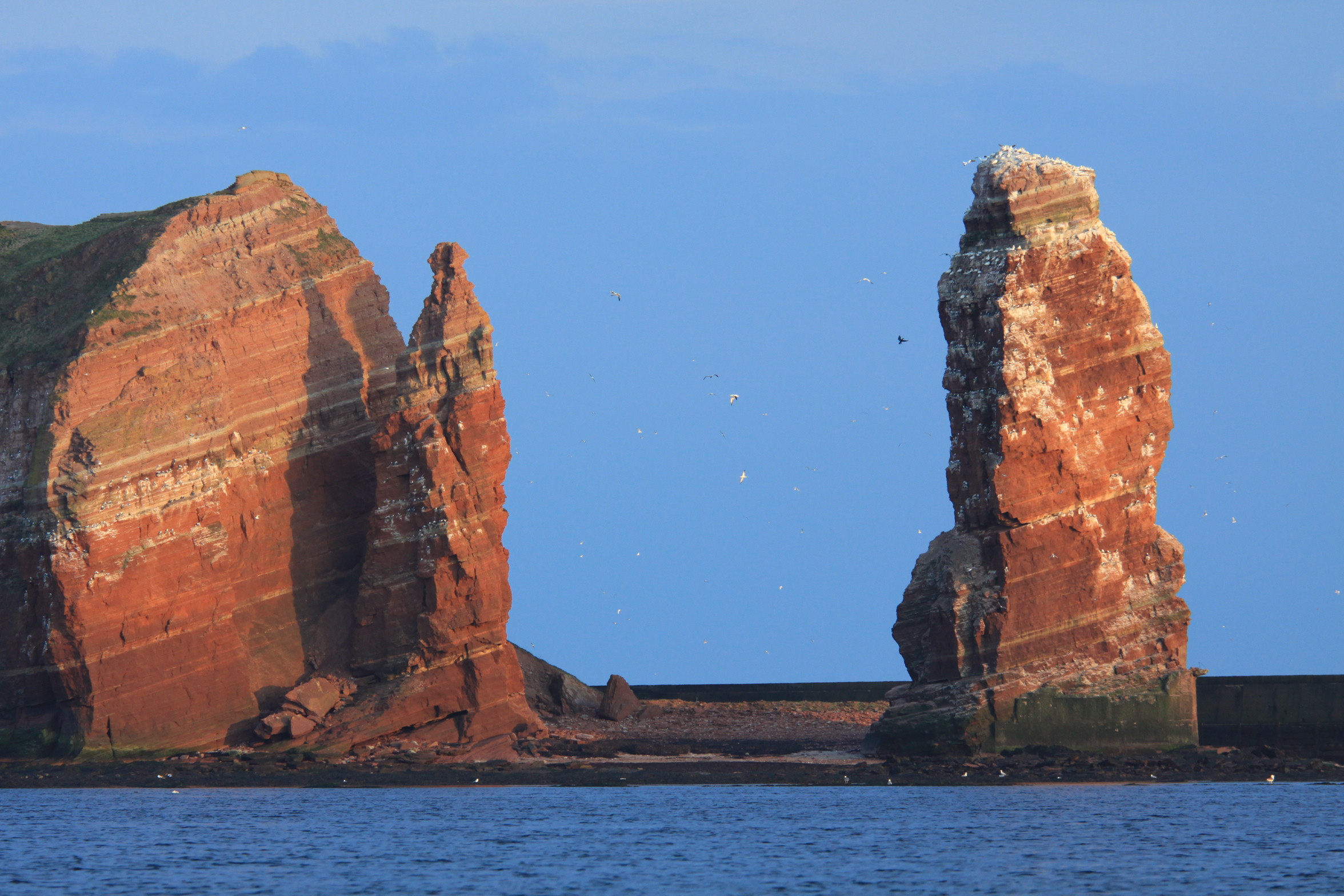
Seeseitiger Blick zur Langen (rechts) und Kleinen Anna (links) (2012)

Bis 1860 war der Felsen als Bestandteil eines Brandungstores durch eine natürliche Felsbrücke mit der Hauptinsel verbunden. Seit dem Einsturz dieser Brücke am 16. Mai 1860 steht der Pfeiler frei.
Von 1903 bis 1927 wurde entlang der Westküste die Preußenmauer errichtet, eine 1,3 Kilometer lange Schutzmauer, um die Brandung vom Felssockel fernzuhalten und damit die weitere marine Erosion (Abrasion) an der Westküste Helgolands aufzuhalten. Die Lange Anna erhielt ihre eigene Schutzmauer jedoch erst im Rahmen des Projekts Hummerschere, als eine Mole für einen Marinehafen errichtet wurde.
1969 erhielt die Felsformation den Status eines Naturdenkmal durch die „Verordnung zur Sicherung von Naturdenkmalen im Kreise Pinneberg“ vom 15. Oktober 1969.
1976 entstand durch Teilabbruch des Oberlandes ein weiterer kleiner alleinstehender Felspfeiler vor der Langen Anna. Wegen weiterer Abbruchgefahr wurde der Klippenrandweg am Nordhorn landeinwärts verlegt. 1979 wurde zur Standsicherung eine Brandungshohlkehle am Fuße der Langen Anna vermauert.
1998 untersuchte die TU Harburg die Machbarkeit von Plänen, die Lange Anna etwa durch einen Betonsockel dauerhaft zu stabilisieren, weiche Gesteinslagen zu verstärken oder den Pfeiler durch eingepresste Betonkerne zu festigen. Es ergab sich, dass die Verwitterung schon zu weit fortgeschritten ist, um solche Maßnahmen sinnvoll durchzuführen. Seitdem bleibt die Lange Anna dem natürlichen Lauf der Dinge überlassen. Besonders brüchig ist eine Katersandschicht in 16 Meter Höhe, der dünnste Teil der Langen Anna, so dass mit einem Abbruch der darüberliegenden zwei Drittel zu rechnen ist.

## Namensgebung
Der Name des Felsens lautet auf Helgoländer Friesisch Nathuurnstak: „Nordhorn-Brandungspfeiler“. Für den Felsen wurden und werden unterschiedliche Namen verwendet, wie die Bilder-Galerie unten deutlich macht. Zunächst wurden Abbildungen in Anlehnung an den Helgoländischen Namen mit „Nordspitze“ oder „Nordcap“ unterschrieben. In einem deutschnationalen Reiseführer von 1901 wird der Felsen „Schildwache“ genannt. In zahlreichen Reiseführern wurde auch der Name „Hengst“ verwendet, den aber ein anderer Felsen trug, der schon 1856 ebenfalls an der Nordspitze, aber an anderer Stelle einstürzte und gänzlich verschwand.
Die Bezeichnung „Mönch“ beruht in der Regel auf einer Verwechslung mit dem ähnlichen Felsen „Mönch“, der bis zur Sprengung 1947 an der Südspitze stand. Diese Bezeichnung kann aber wie auch der „Hengst“ als Gattungsbegriff gemeint sein. In Ergänzung zu dem älteren und ursprünglich bekannteren Felsen „Mönch“ findet sich auch der Name „Nonne“ für die Lange Anna.
Um 1900 entstand der Name „Lange Anna“, über dessen Herkunft es nur Spekulationen gibt, wobei seit der letzten Jahrtausendwende auf die schönen Kellnerinnen verwiesen wird. „Lange Anna“ kommt aber aus dem deutschen Volkshumor vor dem Ersten Weltkrieg ähnlich wie Dicke Bertha – so wurde im Ersten Weltkrieg eine Kanone und vor dem Ersten Weltkrieg der Leuchtturm Dicke Berta in Cuxhaven genannt; dort gab es auch eine Schlanke Anna aus der gleichen Zeit. „Lange Anna“ kann beispielsweise Else Lasker-Schüler in ihrem Drama Die Wupper von 1909 einen Transvestiten aus der Arbeiterklasse nennen. In der Literatur über das Homosexuellenmilieu der Kaiserzeit verwendete schon Albert Moll diese Namen. Der Witz bezog sich auf körperliche Merkmale und sollte sexuelle Assoziationen nicht ausschließen.
Die Höhe des Felsens wird mit diesem Scherznamen spöttisch-respektvoll betrachtet. Der benachbarte Pinneberg, dessen Gipfel die höchste Stelle der Insel aufweist, verdankt einem ähnlichen Humor seinen Namen. In den Prospekten der Kurverwaltung taucht der Name in den drei Ausgaben vor dem Ersten Weltkrieg aber nur in Klammern auf, regelmäßig erst ab den 1960er. Die NSDAP Helgoland, in der vom Festland stammende Biologen und Lehrer führend waren, versuchte 1934 mit dem Titel ihrer Zeitung Nathurn eine Nähe zu den Helgoländern herzustellen, der Name „Lange Anna“ galt unter Helgoländern als despektierlich. In ihrer Sprache, auf Helgoländisch, heißt die Lange Anna auch heute noch Nathurn. Seitdem der Witz des Namens nicht mehr verstanden wird, ist zur Erklärung des Namens die Geschichte von der langen Kellnerin Anna im Umlauf.

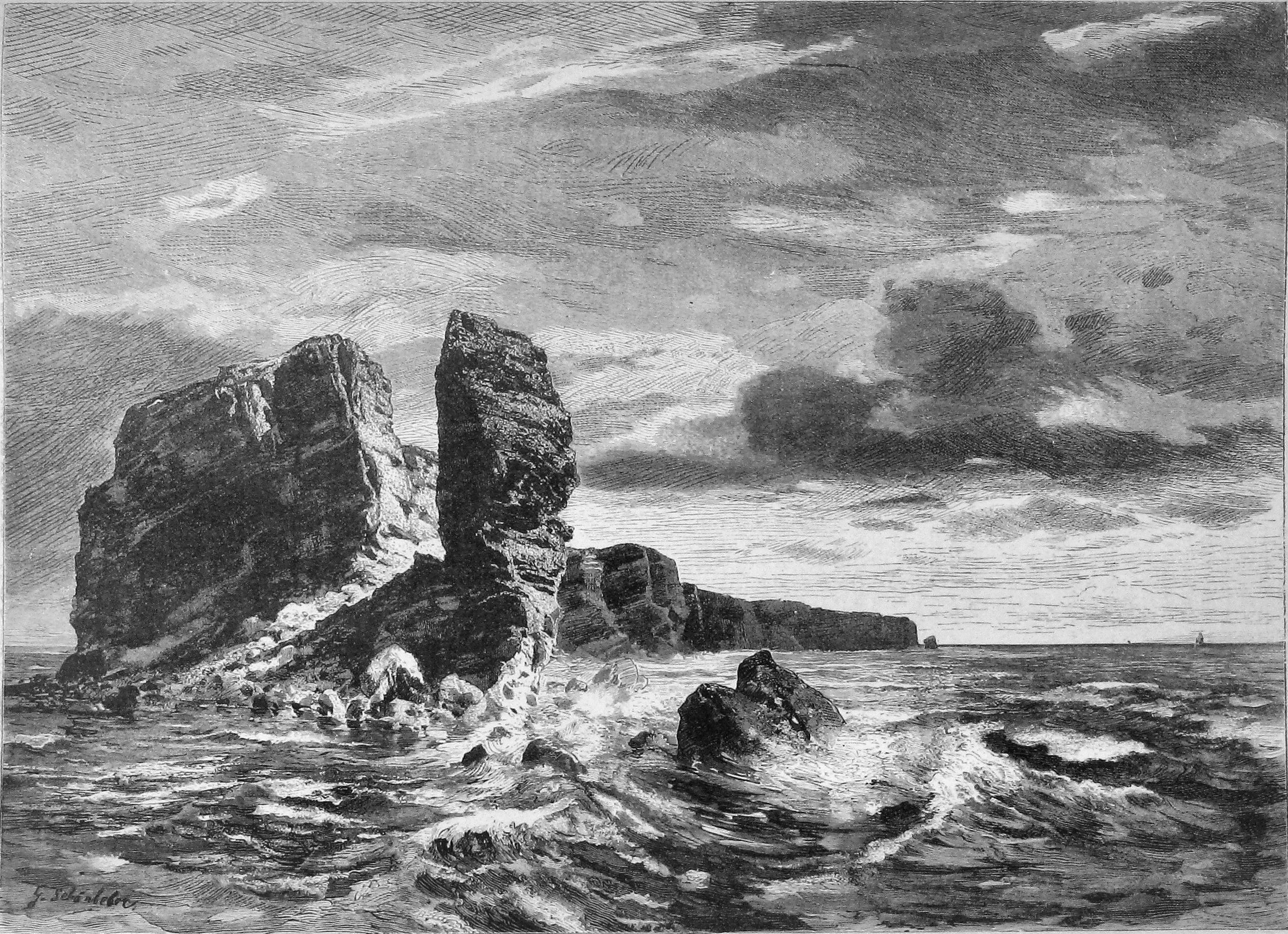
1890 in der Gartenlaube aus den Küstenfahrten von 1881 nachgedruckt. In Nachdrucken trug diese ursprünglich nur mit „Helgoland“ betitelte Zeichnung von Gustav Schönleber auch die Bezeichnung „Nordspitze“.
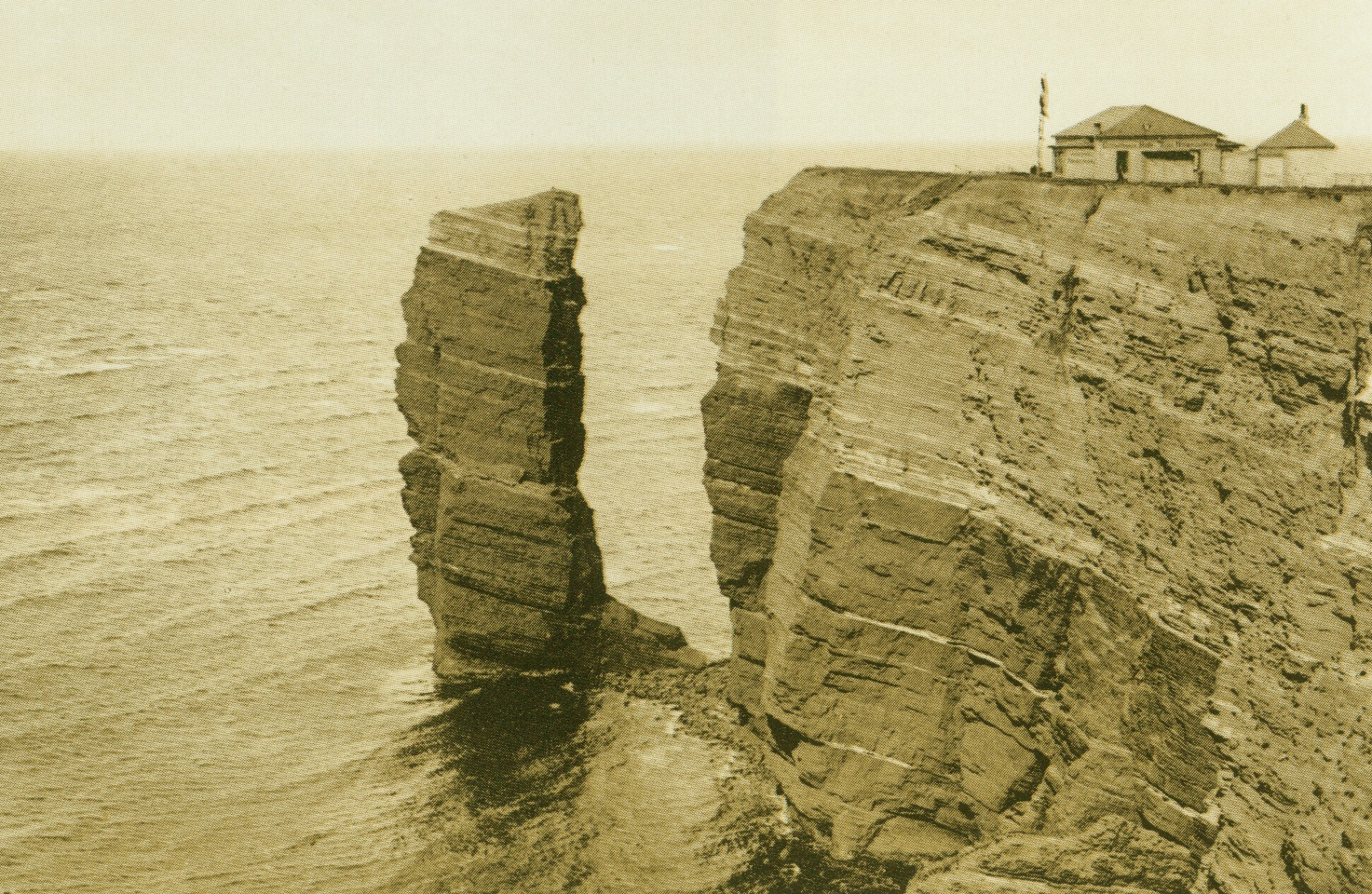
Der „Mönch“ (Foto von Wilhelm Dreesen; 1895)
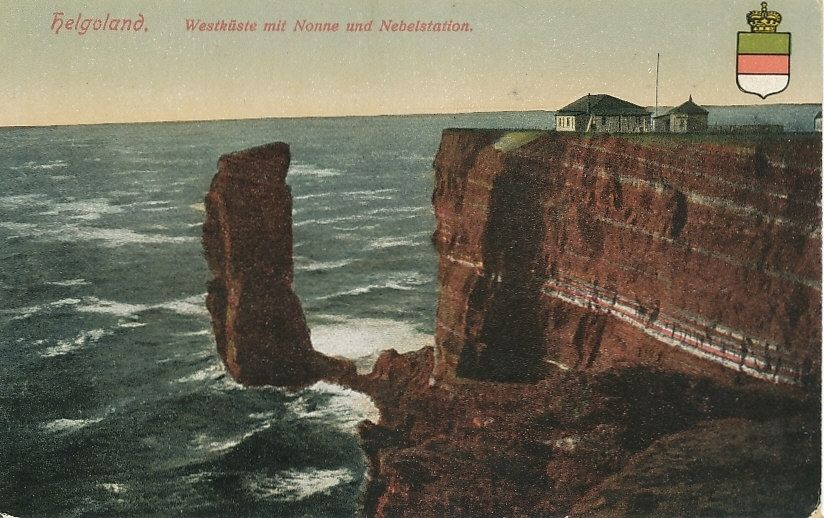
Westküste mit „Nonne“ und Nebelstation um 1910
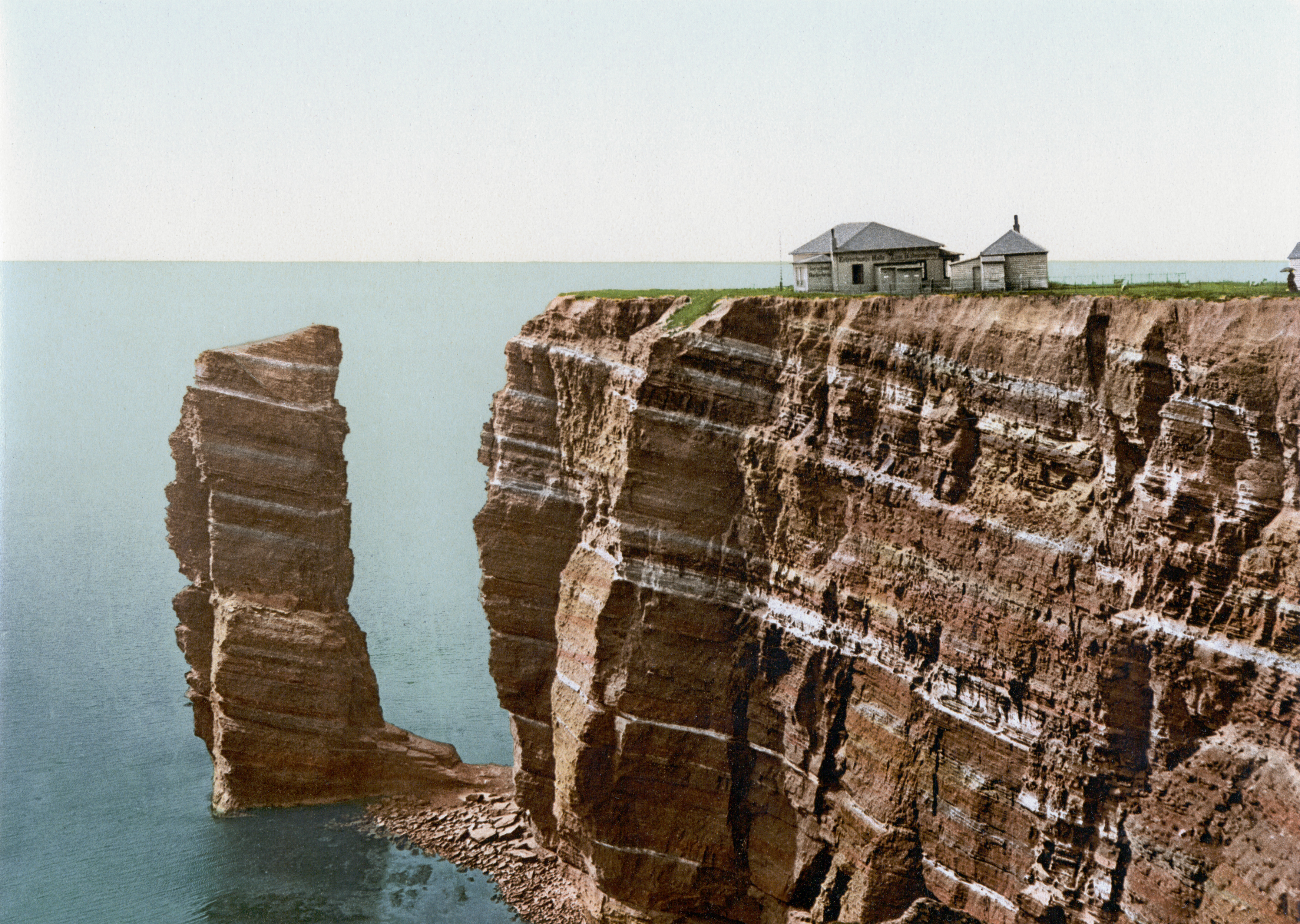
Photochromdruck des „Hengst“ an der Nordspitze von Helgoland (zwischen 1890 und 1905, Fotograf unbekannt)
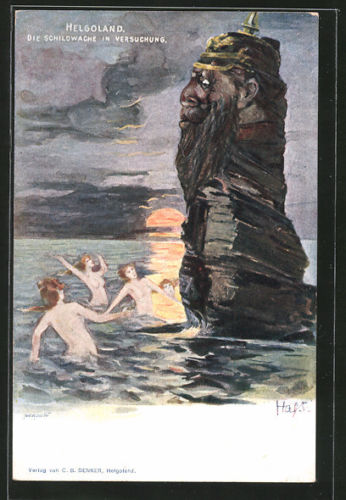
Die „Schildwache“ in Versuchung; deutschnationale Postkarte vor dem Ersten Weltkrieg von Fritz Hass
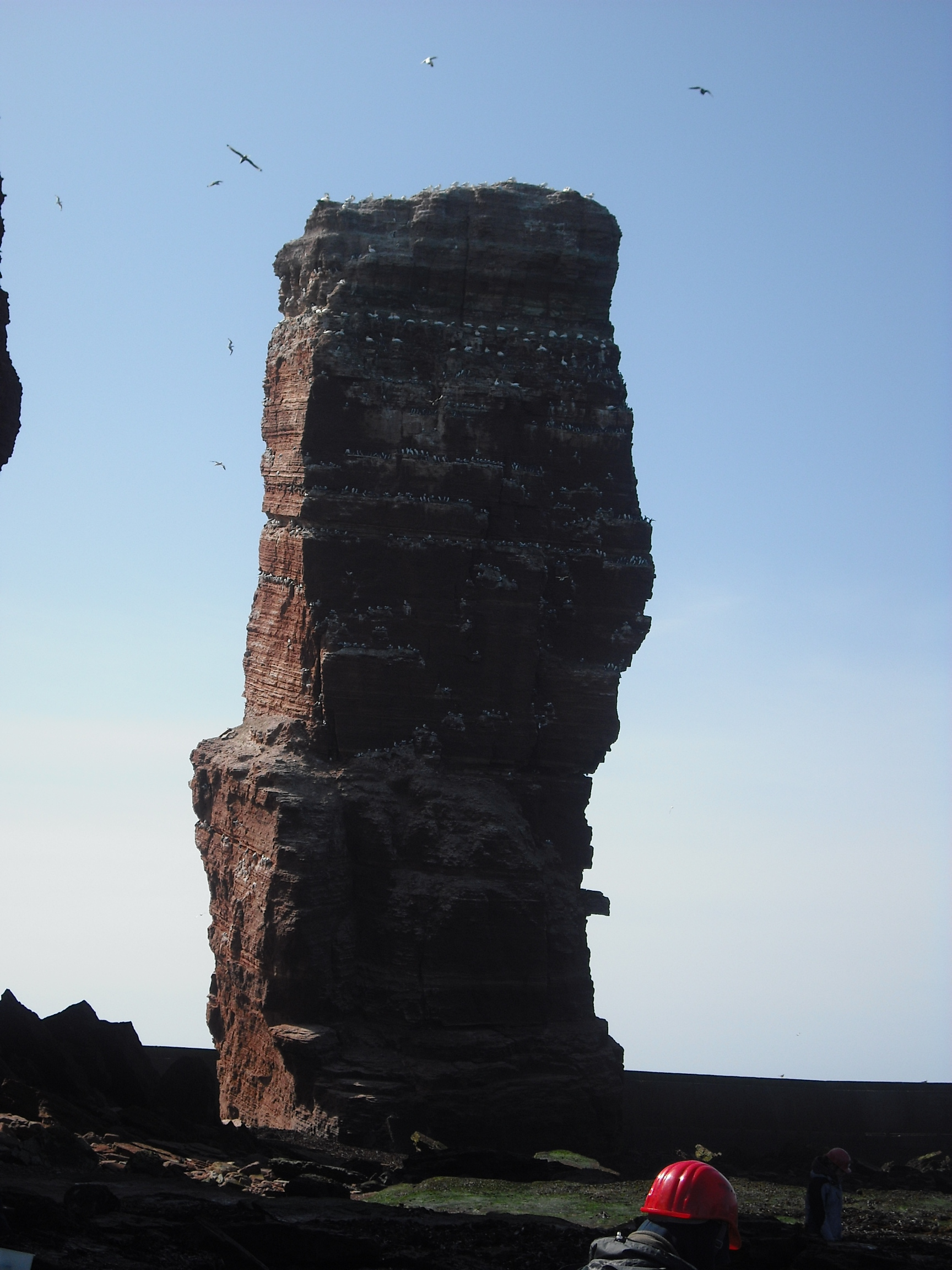
Lange Anna vom Nordwattboden aus (2011)
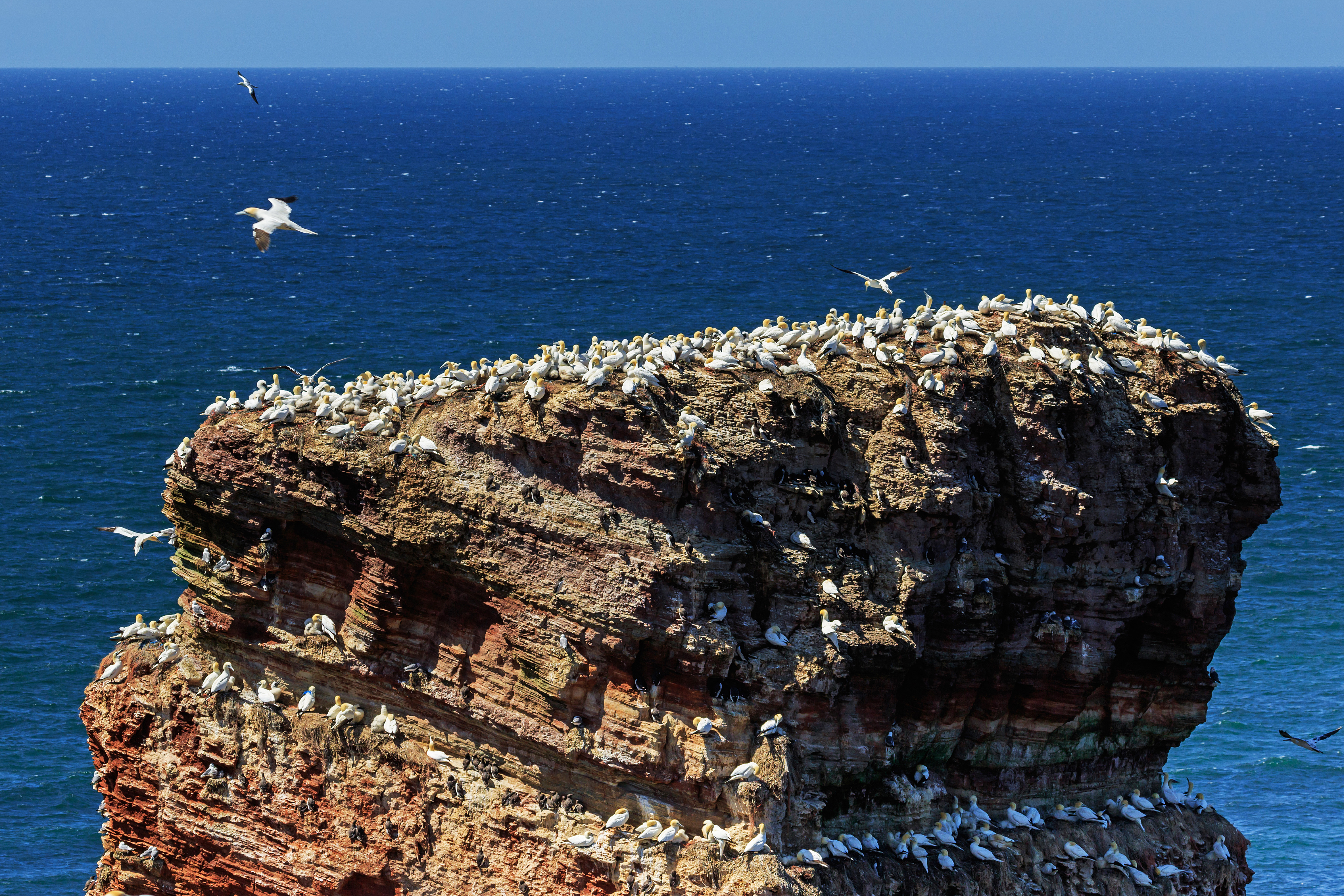
Basstölpelkolonie an der Spitze der Langen Anna (2016)